# 松江唐经幢
31°0′28″N 121°14′14″E / 31.00778°N 121.23722°E
松江唐经幢，又称松江唐代陀罗尼经石幢，位于中華人民共和國上海市松江区中山小学内，为上海市境内现存最古老的地面文物，建成于公元859年，此后因年久失修加之风化等缘故而发生倾斜，1963年时被修复，1988年1月13日，被公布为全国重点文物保护单位。

## 历史
松江唐经幢是上海市境内最古老的地面文物，又称松江唐代陀罗尼经石幢。据幢身所刻文字记载，松江唐经幢始建于唐大中十三年（859年），为本地人李嵩为其已经过世的父母及二弟荐福而建，属于墓幢类，相关记载最早见于元至元《嘉禾志》，明崇祯《松江府志》则明确记载该经幢的建造时间为唐大中十三年（859年）。但在当地依然流传着关于这座经幢建造的多种传说，有称建造经幢的地方原来有个海眼经常泛水，泥石无法堵住，故改为建造经幢用以封印；也有民间传说称这座经幢是为了镇压当地的一只黑鱼精而建造。近代时，该经幢只有土墩上的部分幢身及以上10级裸露，同时幢身因风化而多处开裂损毁，幢上勾栏部分完整的仅剩原有的八分之一。经幢整体上也发生严重倾斜，最大偏距为23.93厘米。土墩内由于当时并未开掘，情况不明。
1959年，经幢的基部一度被从土内挖出，但当时并没有进行大规模的相关清理和修复工作。1962年9月7日，松江唐经幢被以“唐陀罗尼经幢”之名公布为上海市文物保护单位，当年上海市文物保管委员会批专款对唐经幢进行修缮。在维修所必经的拆卸过程中，幢顶凹穴内发现有“开元通宝”125枚，“乾元重宝”8枚，“五铢”2枚。接近底座几层的边缘缝隙中也发现有铜钱，其中“圣宋元宝”1枚，“崇宁通宝”2枚。1964年11月，经幢的修复已全部完工。维修过后的经幢高出地面1.6米。1977年12月7日，松江唐经幢再次以“唐陀罗尼经幢”之名被公布为上海市文物保护单位。1988年1月13日，松江唐经幢被国务院公布为第三批全国重点文物保护单位。

## 外观
松江唐经幢现存21层，除第十三层、第十六层和第十九层之外，其余均为八角形。自下而上各层的情况依次为：
- 底座，直径190厘米，高39厘米，侧面刻有海水纹；
- 第二层，直径107厘米，高46厘米，上面刻有盘龙纹；
- 第三层，直径172厘米，高36.5厘米，侧面刻有佛山佛像，上斜面刻有单瓣仰莲；
- 第四层，直径92.5厘米，高37.45厘米，八面分别刻有一只蹲狮；
- 第五层，直径166厘米，高40厘米，上斜面阴刻花草和牡丹，下斜面刻有莲花瓣；
- 第六层，直径83.5厘米，高27厘米，每面均刻有壶门，壶门正中间刻着结跏而坐的菩萨；
- 第七层，直径159厘米，高29.5厘米，无花纹；
- 第八层，直径152厘米，高36.5厘米，每个角都立有望柱，每两根望柱之间镌刻有勾片纹石栏，正中间隆起安置幢身的浅槽，四周镌刻有16朵宝装莲瓣花纹；
- 第九层，直径76厘米，高46厘米，上面刻有唐代时为该经幢建立而捐助的人的姓名及所捐物品、数量，其中有“裙”、“被”、“绣被子”、“巾长”、“黄衫子”、“嶂子”、“背子”、“裤”、“衫”、“绩”、“手巾”、“绢”、“绸”、“绿斓”、“罗”、“水精珠”等。捐物名单共计137人，其中女性31人；铭记中捐物者当中有官职名称的共有13人，担任过的官职品阶最高六品，最低九品；
- 第十层，直径76厘米，高177厘米，每面均刻有文字，每面10行，其中正西面为序，西北方向最后六行为建幢铭记，其余面刻有经文，经文为《佛顶尊胜陀罗尼经》[9]；
- 第十一层，直径120.5厘米，高34厘米，每个角的下端均雕刻有一个狮头，每个狮头各口衔一个环；
- 第十二层，直径89厘米，高27厘米，每面均突出一个球形弧面，上面刻有莲花纹和如意纹；
- 第十三层，直径155厘米，高62厘米，外弧面刻有卷云；
- 第十四层，直径60厘米，高57.5厘米，每面均刻有四大天王中的一位；
- 第十五层，直径157.5厘米，高36.5厘米，呈椽形，翼角向外伸出并翘起，角端被雕刻成如意的形状；
- 第十六层，直径57厘米，高23.5厘米，外弧面刻有蟠龙；
- 第十七层，直径158厘米，高36厘米，雕刻有盛开状的莲花瓣；
- 第十八层，上直径为70厘米，下直径为86厘米，高17.5厘米，是一个底座，没有花纹；
- 第十九层，直径65厘米，高40厘米，外弧面雕刻有16个浮雕人物，其中有佛、菩萨、君主和侍女等；
- 第二十层，直径91厘米，高29厘米，为上下层翘角刻有如意纹；
- 第二十一层，直径64厘米，高18.2厘米，为棱形平盖，无花纹。

此外，基座上部有回纹勾栏和角柱，柱与平台连接，台上原置佛像8尊。

## 相关维护

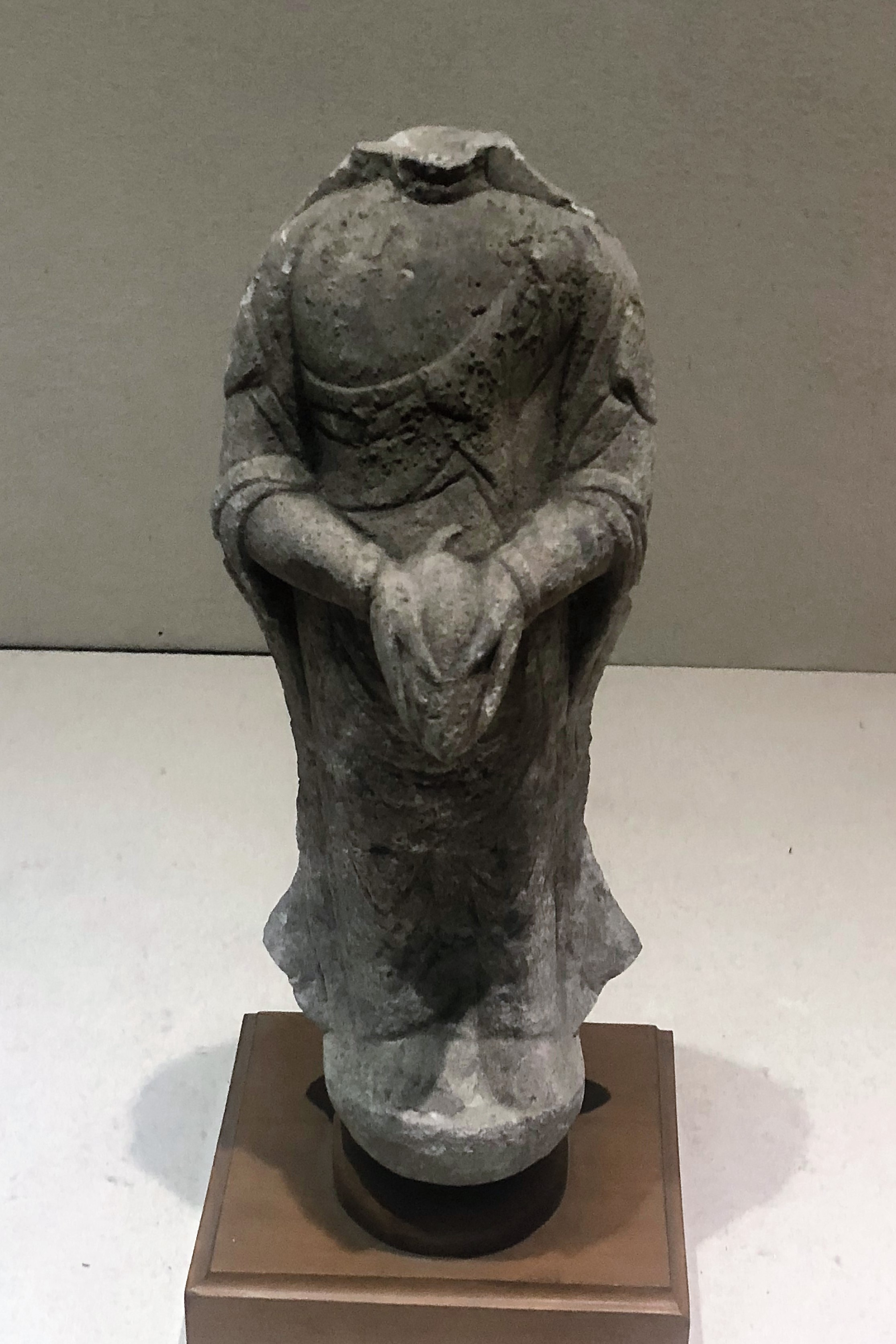
1962年修缮经幢时发现的造像，推测原为经幢构件

1962年，上海市政府选派人员对松江唐经幢进行维护工作。文物部门工作人员首先清理经幢四周100平方米范围及3米深的土层，发现土墩内连底座尚有10级幢身，幢基周围有唐代式样的砖砌铺地散水地坪。随后，维修人员在底座旁围条石，并筑约3米高的围墙，墙外再用石块和泥土堆成土墩。修复工程由上海博物馆修复复制工场担任。1963年5月，对该工场对经幢上部较小的雕刻部件进行试胶合，经多次试验实践成功。同年8月，21级石构件全部加固胶合完毕。9月，经幢各部分开始复原安装，为了保证水平拼接，工作人员在每级之间用古钱状铜板填塞空隙。10月，复原安装施工完成后用硅橡胶喷涂经幢表面，以防幢身吸水，延缓经幢表面的风化。1964年11月，经幢的修复工作完成。